# Münchner Buchhandel 1500–1850
Münchens Buchhandel 1500–1850 wurde von sechs nacheinander von der Stadt zugelassenen Konzessionen, „Buchhandels-Gerechtsamen“, bestimmt. Die Freigabe der Bebauung durch Schleifung der Stadtmauern in den 1770ern und die nachfolgende Industrialisierung wie die Verlegung der Universität von Ingolstadt nach München führte Mitte des 19. Jahrhunderts zu einem enormen Wachstumsschub (die verschiedenen Städte des Reichsgebiets machten ähnliche Entwicklungen durch). Eine wesentlich komplexere „moderne“ Geschichte des Buchhandels und Verlagswesens, die man nicht mehr mit einer übersichtlichen Genealogie erfassen kann, beginnt mit den ersten Jahrzehnten des 19. Jahrhunderts und legt hier einen chronologischen Schnitt nahe.

## Geschäftsgrundlage: Buchhandel in Konzessionen
Die erste Druckerei eröffnete in München im Jahre 1500 – die Stadt erteilte dem Augsburger Johann Schobser die Konzession. Wie in der frühen Neuzeit üblich, umschloss das Geschäft Druckerei, Verlag und Buchhandlung in einem. Buchhändler druckten standardisierte Massenware für den heimischen Absatz, hauptsächlich Werke zur religiösen Erbauung für das einfache städtische Publikum; größere insbesondere wissenschaftliche Verlagswerke wurden auch für den überregionalen Handel gedruckt. Rationelle Auflagen lagen dabei bei 500 bis 1.000 Exemplaren. Verlegte eine Buchhandlung ein Dutzend solcher Werke im Jahr, dann erweiterte sie ihr Angebot, das „Sortiment“, durch den Buchtausch mit Kollegen anderer Städte. Die Buchmessen Frankfurts und Leipzigs waren die zentralen Tauschbörsen im Reichsgebiet.
1564 übernahm Adam Berg die Druckerei Schobser und die damit verbundene Konzession. Er brachte das darnieder liegende Geschäft mit Unterstützung der bayerischen Herzöge Albrecht V. und Wilhelm V. wieder in Schwung. Fast 100 Jahre nach der Gründung drangen die neuen Inhaber der ersten Konzession auf eine Teilung ihres Geschäfts. Die sich hieraus ergebende zweite Konzession blieb über den Schwiegersohn in der Familie.
12 Jahre darauf bewilligte die Stadt Johannes Hertzroy aus Ingolstadt die dritte Konzession. 1645 führten auch bei dieser familiäre Gründe zur Teilung des Geschäfts. Johannes Wagner betrieb fortan einen Buchladen mit solchem Erfolg, dass er 1669 gemeinsam mit seinem Schwiegersohn einen zweiten unter dieser Konzession eröffnen konnte. Lucas Straub pflegte dagegen nach 1645 den anderen Teil der Konzession, nun Münchens vierte Buchhandels-Gerechtsame, mit einem reinen Druckereigeschäft.
1698 machte die Witwe von Geldern, Erbin der zwei Buchläden, die aus der ehemals Wagner’schen Gerechtsamen entstanden waren, vor der Stadt die Eingabe, man möge ihrem Gehilfen Johannes Hibler eine eigene Konzession zugestehen. Ein symptomatischer Aktenkrieg entzündete sich: Rauch und Jäcklin setzten sich gegen den Antrag zur Wehr. Es ginge, so ihre Argumentation, der Witwe nur darum, über einen verdeckt ihr unterstehenden dritten Laden das Monopol am Ort an sich zu reißen. Die Stadt gab Hiblers Begehren statt, beschränkte sein Geschäft jedoch auf den Vertrieb „kleiner Bücher“. Offenbar sah man noch immer ein Wachstumspotential im Buchhandel. Die Witwe von Geldern war wenig später die erste, die vor der Stadt klagte, Hibler verkaufe weit mehr als die ihm zugestandene Ware. München hatte nun fünf Buchhandlungen, zwei davon mit eigenem Verlag, sowie das Druck- und Verlagsgeschäft Lucas Straubs. Mehrere Betriebe handelten mit Stichen und Karten. Zudem unterhielt das Buchbinderhandwerk eigene Läden. 1751 wurde die sechste Buchhandels-Gerechtsame eröffnet. Zur großen Buch- und Verlagsstadt wuchs München erst mit der Wende ins 20. Jahrhundert.
Die knapp umrissene Geschichte ist für den Buchhandel der Frühen Neuzeit typisch. Die von gewaltigen Befestigungsanlagen geschützten und nicht zuletzt darum in ihren Wachstumsmöglichkeiten beschränkten Städte erlaubten keinen freien Markt. Diejenigen, die bereits Konzessionen in einem Gewerbe innehielten, achteten darauf, dass die Behörden sie vor Konkurrenz bewahrten. Städtischer Handel war unter den Bedingungen der Konzessionierung in seinen Entfaltungsmöglichkeiten beinahe so restringiert wie unter dem Zunftsystem des Mittelalters. Zu Geschäftsgründungen kam es fast ausschließlich innerhalb des genealogischen Gefüges, in dem Konzessionen mitsamt den Geschäften von den Konzessionsinhabern auf deren Hinterbliebene – Witwen, Söhne, Töchter – weitergegeben wurden. Selten wurde einem von außen kommenden Bewerber die Eröffnung eines neuen Geschäftes gestattet. Ebenso selten gelang es einem Bewerber, eine verwaiste „Gerechtsame“ mitsamt einem erbenlos gebliebenen Geschäft zu erwerben. In der Regel gelangte man an eine Buchhandlung in einer fremden Stadt, indem man in sie einheiratete. Öfter spalteten und differenzierten sich Konzessionen – dann etwa, wenn ein Geschäftsinhaber einem Schwiegersohn ein eigenes Geschäft zugestehen wollte. In solchen Fällen drangen die Konkurrenten darauf, dass bei der Teilung der Konzession nur eingeschränkt konkurrenzfähige Firmen entstanden: Eine Gerechtsame, die den Verkauf sowie den Druck und Verlag von Büchern gestattete, konnte zu diesem Zweck aufgespaltet werden in eine Gerechtsame, die den Betrieb eines Ladens – ein reines Verkaufsgeschäft – konzessionierte, und eine, unter der die Druckerei und der Verlag fortbestanden. Der Buchhandel wuchs und differenzierte sich in der Folge im genealogischen Gefüge.

## Einblicke in den Handel
Die Geschäftsdichte erlaubt nur bedingt Rückschlüsse auf den Bücherkonsum der Stadt und dessen Entwicklung. 20.000 Einwohner lebten im ummauerten Stadtbereich, weitere 20.000 in den Ansiedlungen außerhalb der Stadt, die ungeschützt blieben und vor allem die Tagelöhner beherbergten. Die Haushaltungen bildeten eine stabile Kundenschicht – Lesefähigkeit war verbreitet und jede Form bürgerlicher Geschäftsführung setzte zudem Schreibkenntnisse voraus. Das Umland kam als Absatzgebiet hinzu. Das Geschäft wurde bis Mitte des 18. Jahrhunderts von Theologie bestimmt. Man las erbauliche Schriften, Heiligenhistorien, Gebetbücher, wo man im ausgehenden 18. Jahrhundert zu Poesie und Romanen wechselte (hierzu eingehender der Artikel Literatur). Nachfrage nach wissenschaftlicher Theologie kam durch die katholischen Kollegien und Schulen hinzu. Zudem wurden ins 18. Jahrhundert hinein zwei Zeitungen in München herausgegeben: Die erste erschien unter dem Titel Wöchentliche Ordinari Zeitung, mit dem Postboten im Titel, in der ersten Verlagslizenz. Das zweite Blatt, Mercurii Relation, oder Rechte Ordinari Zeitung mit dem Mercur im Titel, war das etwas umfangreichere Blatt, und wurde von Johannes Jäcklin gegründet. Sollten beide Blätter in Auflagen von um die 1.000 Stück gedruckt worden sein, dann ließ sich mit ihnen die komplette Stadt in ihren Haushaltungen abdecken.
In der größeren Perspektive auf deutschen Buchhandel teilte München das Schicksal mit anderen bedeutenden katholischen Städten. Die Gegenreformation verschärfte die Konfessionalisierung des Buchhandels, es entstand eine Kluft mit unterschiedlichen Buchangeboten zwischen den protestantischen und den katholischen Städten. Die Kluft vergrößerte sich, als Buchhandel der protestantischen Gebiete sich im 17. Jahrhundert den europäischen Moden öffnete. Der süddeutsche katholische Buchhandel tat das kaum. Münchner Bücher ließen sich im Lauf des 17. Jahrhunderts in der Konsequenz beider Entwicklungen auf den Messen in Frankfurt und Leipzig kaum noch in den Tauschhandel bringen. Die protestantischen Verleger hatten keinen Bedarf an der theologischen wissenschaftlichen Literatur, für die sie gefragte protestantische Universitätsschriften und alsbald noch begehrtere modische Ware der belles lettres europäischen Standards in den Tausch hätten geben müssen. Münchens Buchhändler verabschiedeten sich der Reihe nach vom Handel der Messen. Ihr Angebot provinzialisierte. Geschäftsbeziehungen zu Kollegen in Ingolstadt kamen in Frage, um in München ein breiteres Angebot zu machen, größere Vielfalt brachte das nicht in die Läden.
Die Lage verbesserte sich in den 1760ern, als der Tauschhandel im überregionalen Handel aufhörte und Münchner Buchhändler für Bargeld auf dem überregionalen Buchmarkt erwerben konnten, was sie in München an überregionaler Ware mit Gewinn wiederum gegen Bargeld absetzen konnten.

## Ausblick auf das 19. und 20. Jahrhundert
Mitte der 1770er fiel der Entschluss, Münchens Stadtmauern zu schleifen. Die Bebauung des direkten Umfelds, die bislang blockiert war, da hier für Kanonaden ein Schussfeld gehalten werden musste, setzte mit dem Ausbau nach Schwabing und in den Osten über die Isar hinweg ein. Die Au war bislang, zum Gerichtsbezirk Wolfratshausen gehörig (und damit der städtischen Gerichtsbarkeit entzogen), die größte Siedlung im Vorfeld Münchens. Ihre Eingemeindung folgte wie der Ausbau zum Ostbahnhof hin. Die Universität wurde von Ingolstadt nach München geholt – 1824 erfolgte die Gründung der Ludwig-Maximilians-Universität München, 1868 die der Technischen Universität München. Der Buchbedarf nahm damit rapide zu. Die Industrialisierung ließ München ab Mitte des 19. Jahrhunderts massiv anwachsen. Der Buchhandel organisierte sich auf dem freien Markt, der es nicht mehr erlaubt, eine einfache Genealogie der Geschäfte zu skizzieren.

## Überblick: Die Verleger und ihre Geschäftsbindungen 1500–1850
Die Bindung der Geschäfte an einzelne Konzessionen erlaubt es, den Handel in einer Art Stammbaum als Genealogie zu erfassen und Namen, die man auf Titelblättern von Büchern findet, den einzelnen Geschäften zuzuordnen. Ein ausführlicher Kommentar findet sich auf der folgenden Website Eine Genealogie der Münchner „Buchhandels-Gerechtsamen“, die Darstellung erschien erstmals in Simons und ist vom Autor für die weitere Verwendung freigegeben.